# Sarcomere
Sarcomere (hay đơn vị co-duỗi cơ, đơn vị tơ cơ, đơn vị co cơ tiếng Hy Lạp σάρξ sarx: "thịt"; μέρος meros: "phần") là đơn vị phức tạp của mô cơ vân.
Actin và myosin sắp xếp với nhau thành các sarcomere dài chừng 2,5 mm, được giới hạn ở hai đầu bởi hai đĩa Z (là một protein có cấu trúc phẳng, gắn với actin bởi alpha actinin). Cách tổ chức của các xơ myosin (dày) và xơ actin (mảnh) tạo cho sarcomere có các dải sáng, dải tối và các vạch kế tiếp nhau (vì thế được gọi là cơ vân) dưới kính hiển vi hai chiều. Phần chỉ có xơ actin, tạo thành dải I, vùng có các xơ actin và xơ myosin lồng vào nhau tương ứng với dải A; phần chỉ có các xơ myosin là đĩa H. Giữa các xơ myosin dày lên, tạo thành đường M nằm ở trung tâm sarcomere. Hai đầu xơ dày được nối với đĩa Z ("Zwischenscheibe") bởi titin. Mỗi sarcomere có khoảng 2000 xơ actin và khoảng 1000 xơ myosin.
Các phân tử actin liên kết với đĩa Z, tạo thành đường biên của sarcomere. Các dải và đĩa khác xuất hiện khi sarcomere được thả lỏng.
Sợi tơ cơ của tế bào cơ trơn không xếp thành sarcomere.

## Các dải và đĩa

Sự co cơ dựa trên thuyết sợi trượt (Sliding filament theory)

Sarcomere tạo thành cấu trúc dạng vạch khi quan sát cơ xương và cơ tim dưới kính hiển vi. Van Leeuwenhoek là người đâu tiên mô tả cấu trúc cơ.